# Llengües sud-aràbigues modernes
Les llengües sud-aràbigues modernes, també anomenades llengües sud-aràbigues sud-orientals, és un grup filogenètic de llengües semítiques parlat principalment per petits grups que habiten el sud de la península Aràbiga, al Iemen i Oman. Juntament amb les llengües semítiques etiòpiques, que són el grup semític més proper a les sudaràbigues, formen el semític meridional.

## Classificació
La classificació d'Alexander Militarev, feta a partir de mètodes glotocronològics, suggereix que aquestes llengües formen un grup juntament amb les llengües etiòpiques i juntes aquestes dues branques constitueixen un grup diferent al format per la resta de llengües semítiques modernes.
Ha d'assenyalar-se que si bé en un temps es va considerar que aquestes llengües eren descendents directes de l'antic sud-aràbic, aquesta perspectiva ha estat abandonada. De fet sembla que l'antic sud-aràbic o sabeu està més relacionat amb les llengües etiòpiques que amb les modernes llengües sud-aràbigues.

### Llengües del grup
- mahri: és la llengua sud-aràbiga amb més parlants, amb més de 70.000 parlants al Iemen i 50.000 a Oman, així com 15.000 que viuen a Kuwait després d'haver-hi emigrat. La població total en tots els països s'estima en 135.764 (SIL, 2000). El grup ètnic es denomina a si mateix Mahra.
- socotrià: és un altre grup nombrós, amb parlants a l'illa de Socotra, aïllats de les pressions de l'àrab iemenita. D'acord, amb el cens de 1990 del Iemen, el nombre de parlants d'era de 57.000 (incloent, tal vegada, socotrians que viuen en el continent). La població total en tots els països (incloent treballadors emigrats) és d'uns 64.000.
- xehrí: també anomenada jebbali o jibbali, ‘llengua de les muntanyes', amb uns 25.000 parlants, era la llengua principal parlada per la majoria de rebels durant la revolta de Dhofar dels anys 1960 i 1970 a la província omanita de Dhofar, situada al llarg de la frontera amb el Iemen.
- bathari: s'estima que queden només uns 200 parlants.
- harsusi: amb entre 1.000 i 2.000 parlants a Oman.
- hobyót: amb només un centenar de parlants a Oman.

## Descripció lingüística

### Gramàtica
Les llengües sud-aràbigues modernes es caracteritzen pel seu arcaisme dins del grup semític, particularment en la seva fonologia. Per exemple, són l'únic grup semític que conserva les fricatives laterals de l'idioma protosemític.
A més, Militarev suggereix que va haver d'existir un substrat lingüístic de tipus cuixític, que suposadament hauria estat present en la península Aràbiga juntament amb els parlants de llengües semítiques. D'acord amb Václav Blažek, això suggereix que els semites haurien assimilat poblacions cuixítiques veïnes. Blažek argumenta, a més, que el Llevant mediterrani seria, per tant, l'Urheimat del protoafroasiàtic, des d'on les diferents llengües afroasiàtiques s'haurien dispersat.

## Comparació lèxica
Els numerals en les diferents llengües cuixítiques meridionals són:
| GLOSA | Bathari            | Hobyót              | Harsusi            | Mehri              | Shehri              | Soqotri           | PROTO- SUD-ARÀBIC   |
| ----- | ------------------ | ------------------- | ------------------ | ------------------ | ------------------- | ----------------- | ------------------- |
| 1     | tʼɑːd / tʼejt      | tʼɑːd / tʼɑd        | tʼɑːd / tʼejt      | tʼɑːd / tʼɑjd      | tʼad / tʼit         | tʼɒt / tʼɛh       | tʼād / tʼayd(ti)    |
| 2     | θe'roh / θe'ret    | θruh / θɑrt         | θə'roh / θərit     | θroh / / θrɑjt     | θroh / θrəh         | trɒh / trih       | *θəroh / *θrayt     |
| 3     | ɬɔːθiːt / ɬhəːliːθ | ɬɑːfɑjt / ɬɑliːt    | ɬɑːθejt / 'ħɑjneθ  | ɬɑːθɑjt / ɬɑhliːθ  | ɬha'liθ / ɬɔ'θet    | ɬɛlɛh / ɬɛʕtɛh    | *ɬāθayt / *ɬhɑlīθ   |
| 4     | rib'ʕɑt / 'ʔɑrbɑʕ  | ʔɑrboːt / ʔorbɑ     | ʔarbɑ'ʕot / ʔorbaʕ | ʔarbuːt / ʔarbaː   | ʔerba'ʕot / 'ʔorbaʕ | ʔɒrbɛʕ / ʔirbəʕ   | *ʔarbaʕot / *ʔarbaʕ |
| 5     | xəmmɔːh / xɑːməh   | xummuh / xɑjmɑ      | xəm'moh / xɑːmeh   | xammoh / xɑjmɑh    | xũʃ / xĩʃ           | χīmɛh / χɒjməh    | *xəmmoh / *xaymah   |
| 6     | jətiːt / het       | jitːiːt / hɑt       | h'tajt / het       | ʔitiːt / hitː      | ʃ'tet / ʃɛt         | jhɒːʕt / hītəh    | *šdīt / *šat        |
| 7     | həbəʕiːt / hɑːbɑʕ  | hbɑjt / hoːbɑ       | hebiʕɑːt / hɔːbaʕ  | ʔiːbɑjt / hoːba    | səb'ʕet / ʃɔːʕ      | jhɒbəʕ / hibʕəh   | *šābʕait / *šābaʕ   |
| 8     | θəməniːt / θəmɔːni | θɑmɑneːt / θɑmoːniː | θəməneːt / θəmeːni | θɑmɑniːt / θmoːniː | θĩ'nit / θũni       | tɛmɔːni / tɛmənɛh | *θamanīt / *θamāni  |
| 9     | sɑʕiːt / 'sɑʕ      | sˤɑːʕeːt / sɑʔ      | sɑ'ʕit / soʕ       | sʕɑjt / sɛː        | sa'ʕet / sɔʕ        | sɛʕ / sɛʕəh       | *saʕīt / *saʕ       |
| 10    | ʕiɬiriːt / ʕɑːɬɑr  | ʔɑɬareːt / ʔoːɬɑr   | ʕɑɬi'rit / ʕɔːɬer  | ʔɑɬɑriːt / ʔoːɬɑr  | ʕəɬi'ret / 'ʕɔɬər   | ʕɑːɬər / ʕɛɬrɛh   | *ʕaɬarīt / *ʕāɬər   |
Quan apareixen dues formes la primera es refereix a la forma de masculí i la segona a la forma de femení.